# هند الضاوي
هند الضاوي هي صحفية ومحللة سياسية مصرية، وُلدت عام 1989 وتخرّجت في كلية الاقتصاد والعلوم السياسية بجامعة القاهرة، حيث تخصصت في العلوم السياسية. بدأت مسيرتها الإعلامية عام 2005، وقد عملت في عدد من المؤسسات الصحفية والإعلامية المصرية والعربية، وبرز اسمها في البرامج السياسية بفضل قدرتها على طرح الأسئلة الدقيقة وتحليل القضايا الإقليمية.
شاركت هند بانتظام في منابر حزبية وسياسية بارزة عبر قنوات مثل "إكسترا نيوز" و"روسيا اليوم"، بالإضافة إلى البودكاست مثل "أرشيف".

## تصريحاتها
- في مايو 2024 خلال استضافتها على قناة "روسيا اليوم"، تحدث معها الصحفي الإسرائيلي إيدي كوهين بطريقة يُعتبرها الكثيرون مهينة للنساء، حين قال:"النسوان ما بيخلوك تحكوا … بالعين راديو". فردّت عليه بحزم: "النسوان اللي ربتك… إحنا 7000 سنة حضارة، والست عندنا كانت ملكة".[3]
- تصريحها الأخير عن إسرائيل خلال المشاركة في برنامج “اسأل أكتر” على "روسيا اليوم"، اعترضت على تصريح كوهين بأن "مصر لا تخصها غزة"، وردَّت موضحة أن القضية الفلسطينية جزء لا يتجزأ من الأمن القومي المصري وتحدثت فيه عن إسرائيل بوصفها “كيان مصطنع”، وتستخدم مثلًا مصريًا شائعًا:[4]"عويل ولسانه طويل"، وأضافت: "إذا كانت إسرائيل مستاءة من الوضع فعليها أن تاخذ شعبها اللي لمته من كل شتات الأرض وترحل".[5]

## شخصيتها
- تحليل قوي للقضايا الإقليمية، أبرزها فلسطين وإيران ولبنان وغيرها.
- تتميز بأسلوبها الصريح والجاد، وقدرتها على توجيه موجة من الردود القوية ضد مواقف تستهدف مصر أو المرأة.[6]

## مواقف وتحليلات سياسية ملفتة

### • دعم مصر لعُمان والسودان وأفريقيا
- اعتبرت سلطنة عُمان شريكًا تاريخيًا لمصر، ودوّن دورها الداعم إبان عهدي سادات ومبارك.
- تناولت خلال مداخلاتها مواقف الرئيس السيسي في قضايا إفريقيا وأمن القارة.

### • ملف غزة والتوترات الدولية
- أكدت أن القضية الفلسطينية تمثل أمنًا قوميًّا لمصر، ودعت إلى ضرورة وقف الحرب على غزة.
- أكّدت أن التمويل الأمريكي للحرب كان بهدف تهدئة الرأي العام العالمي، وليس عن حب للفلسطينيين.

### • التعاون الاقتصادي مع اليونان
- سلطت الضوء على أهمية مشاريع الطاقة والغاز بين مصر واليونان، مشيرة إلى العمق التاريخي والاقتصادي للعلاقة.

### • المبادرات الدولية
- شرحت أهداف مبادرة الحزام والطريق، مؤكدة دعمها للتكامل الاقتصادي العربي – الصيني.

## الجوائز
في عام 2022، حازت على جائزة أفضل إعلامية سياسية ضمن مهرجان الفضائيات العربية، تقديرًا لمهنيتها وتأثيرها في الساحة الإعلامية.